# Brek Shea
Dane Brekken « Brek » Shea, né le 28 février 1990 à College Station (Texas, États-Unis), est un joueur international américain de soccer jouant au poste d'ailier ou latéral gauche.

## Biographie
Brek Shea fréquente la Brazos Christian School avant de rejoindre la St. Joseph Catholic School à Bryan au Texas. Il joue alors au Texans FC, un centre de formation de jeunes joueurs de soccer basé à Houston. Avec les Texans, il remporte 4 championnats d’État consécutifs. Après ses années passées à Bryan, Shea déménage à Bradenton en Floride, au centre technique national américain : la IMG Soccer Academy.
En octobre 2007, il réalise un essai infructueux en Angleterre avec les Bolton Wanderers. Au moment d'intégrer l'université et de participer au championnat NCAA, il choisit de signer un contrat Génération Adidas et de se présenter à la MLS SuperDraft 2008. Il est repêché en 2e position par le FC Dallas. Il ne fait que trois apparitions avec l'équipe première lors de sa première saison à Dallas.
Shea quitte le programme Génération Adidas à la fin de la saison 2010 après un stage en Espagne. En janvier 2013, il rejoint le club de Stoke City. En janvier 2014, il est prêté à Barnsley jusqu'à la fin de la saison. Au mois de septembre suivant, il est de nouveau prêté, à Birmingham City pour une durée de 93 jours, jusqu'au 13 décembre inclus.
En décembre 2014, Brek Shea rejoint la nouvelle franchise de Major League Soccer du Orlando City SC. Après deux saisons en Floride où il évolue tout d'abord comme ailier gauche puis progressivement comme latéral gauche, il perd son statut de titulaire. Peu avant le début de la saison 2017, il est donc échangé aux Whitecaps de Vancouver en contrepartie de l'attaquant international jamaïcain Giles Barnes.
Le 15 novembre 2021, l'option de son contrat n'est pas levée et il quitte l'Inter Miami CF. Finalement, le 19 janvier 2022, le club et lui se mettent d'accord pour un nouvel engagement d'un an pour 2022, assorti d'une option pour 2023.

## Carrière internationale
À seulement dix-huit ans, il est appelé pour la première fois en sélection nationale le 18 juin 2008 lors d'un match qualificatif pour la Coupe du monde 2010 à la Barbade. Il devra néanmoins attendre septembre 2010 pour honorer sa première cape face à la Colombie lors d'un match amical.
Le 28 juillet 2013, il est remplaçant pour la finale de la Gold Cup 2013 face au Panama. Il entre en jeu à la 68e minute à la place de Joe Corona et marque l'unique but de la rencontre une minute plus tard.

## Statistiques
| Saison                | Club                   | Championnat           | Championnat | Championnat | Championnat | Coupe(s) nationale(s) | Coupe(s) nationale(s) | Coupe(s) nationale(s) | Compétition(s) continentale(s) | Compétition(s) continentale(s) | Compétition(s) continentale(s) | Compétition(s) continentale(s) | Séries | Séries | Séries | États-Unis | États-Unis | États-Unis | Total | Total | Total |
| Saison                | Club                   | Division              | M.          | B.          | P.d.        | M.                    | B.                    | P.d.                  | Comp.                          | M.                             | B.                             | P.d.                           | M.     | B.     | P.d.   | M.         | B.         | P.d.       | M.    | B.    | P.d.  |
| 2008                  | FC Dallas              | MLS                   | 2           | 0           | 0           | 1                     | 0                     | 0                     | -                              | -                              | -                              | -                              | -      | -      | -      | -          | -          | -          | 3     | 0     | 0     |
| 2009                  | FC Dallas              | MLS                   | 19          | 0           | 4           | 0                     | 0                     | 0                     | -                              | -                              | -                              | -                              | -      | -      | -      | -          | -          | -          | 19    | 0     | 4     |
| 2010                  | FC Dallas              | MLS                   | 25          | 5           | 4           | 1                     | 0                     | 0                     | -                              | -                              | -                              | -                              | 4      | 0      | 2      | 1          | 0          | 0          | 31    | 5     | 6     |
| 2011                  | FC Dallas              | MLS                   | 31          | 11          | 4           | 3                     | 0                     | 0                     | LCC                            | 6                              | 0                              | 0                              | 1      | 0      | 0      | 8          | 0          | 1          | 49    | 11    | 5     |
| 2012                  | FC Dallas              | MLS                   | 21          | 3           | 2           | -                     | -                     | -                     | -                              | -                              | -                              | -                              | -      | -      | -      | 6          | 0          | 0          | 27    | 3     | 2     |
| Sous-total            | Sous-total             | Sous-total            | 98          | 19          | 14          | 5                     | 0                     | 0                     | -                              | 6                              | 0                              | 0                              | 5      | 0      | 2      | 15         | 0          | 1          | 129   | 19    | 17    |
| 2012-2013             | Stoke City             | Premier League        | 2           | 0           | 0           | -                     | -                     | -                     | -                              | -                              | -                              | -                              | -      | -      | -      | 8          | 2          | 1          | 10    | 2     | 1     |
| 2013-2014             | Stoke City             | Premier League        | 1           | 0           | 0           | 2                     | 0                     | 0                     | -                              | -                              | -                              | -                              | -      | -      | -      | 2          | 0          | 0          | 5     | 0     | 0     |
| Sous-total            | Sous-total             | Sous-total            | 3           | 0           | 0           | 2                     | 0                     | 0                     | -                              | 0                              | 0                              | 0                              | 0      | 0      | 0      | 10         | 2          | 1          | 15    | 2     | 1     |
| 2013-2014             | Barnsley FC (prêt)     | Championship          | 8           | 0           | 0           | -                     | -                     | -                     | -                              | -                              | -                              | -                              | -      | -      | -      | 1          | 0          | 0          | 9     | 0     | 0     |
| 2014-2015             | Birmingham City (prêt) | Championship          | 6           | 0           | 0           | -                     | -                     | -                     | -                              | -                              | -                              | -                              | -      | -      | -      | 1          | 0          | 0          | 7     | 0     | 0     |
| 2015                  | Orlando City           | MLS                   | 19          | 0           | 4           | 0                     | 0                     | 0                     | -                              | -                              | -                              | -                              | -      | -      | -      | 7          | 2          | 0          | 26    | 2     | 4     |
| 2016                  | Orlando City           | MLS                   | 27          | 3           | 2           | 1                     | 0                     | 0                     | -                              | -                              | -                              | -                              | -      | -      | -      | -          | -          | -          | 28    | 3     | 2     |
| Sous-total            | Sous-total             | Sous-total            | 46          | 3           | 6           | 1                     | 0                     | 0                     | -                              | 0                              | 0                              | 0                              | 0      | 0      | 0      | 7          | 2          | 0          | 54    | 5     | 6     |
| 2017                  | Whitecaps de Vancouver | MLS                   | 25          | 4           | 2           | 2                     | 0                     | 0                     | LCC                            | 3                              | 1                              | 0                              | 3      | 0      | 1      | -          | -          | -          | 33    | 5     | 3     |
| 2018                  | Whitecaps de Vancouver | MLS                   | 28          | 3           | 2           | 4                     | 1                     | 0                     | -                              | -                              | -                              | -                              | -      | -      | -      | -          | -          | -          | 32    | 4     | 2     |
| Sous-total            | Sous-total             | Sous-total            | 53          | 7           | 4           | 6                     | 1                     | 0                     | -                              | 3                              | 1                              | 0                              | 3      | 0      | 1      | 0          | 0          | 0          | 65    | 9     | 5     |
| 2019                  | Atlanta United FC      | MLS                   | 19          | 0           | 1           | 3                     | 0                     | 0                     | LCC                            | 2                              | 0                              | 1                              | -      | -      | -      | -          | -          | -          | 24    | 0     | 2     |
| 2020                  | Inter Miami CF         | MLS                   | 13          | 4           | 0           | -                     | -                     | -                     | -                              | -                              | -                              | -                              | -      | -      | -      | -          | -          | -          | 13    | 4     | 0     |
| 2021                  | Inter Miami CF         | MLS                   | 30          | 2           | 0           | -                     | -                     | -                     | -                              | -                              | -                              | -                              | -      | -      | -      | -          | -          | -          | 30    | 2     | 0     |
| 2022                  | Inter Miami CF         | MLS                   | 4           | 0           | 0           | 0                     | 0                     | 0                     | -                              | -                              | -                              | -                              | -      | -      | -      | -          | -          | -          | 4     | 0     | 0     |
| Sous-total            | Sous-total             | Sous-total            | 47          | 6           | 0           | 0                     | 0                     | 0                     | -                              | 0                              | 0                              | 0                              | 0      | 0      | 0      | 0          | 0          | 0          | 47    | 6     | 0     |
| Total sur la carrière | Total sur la carrière  | Total sur la carrière | 280         | 35          | 24          | 17                    | 1                     | 0                     | -                              | 11                             | 1                              | 1                              | 8      | 0      | 3      | 34         | 4          | 2          | 350   | 41    | 30    |